# Calogero Angelo Sacheli
Calogero Angelo Sacheli (Canicattì, 20 juni 1890 – Taormina, 27 november 1946), was een filosoof, schrijver en hoogleraar pedagogiek aan de Universiteit van Messina in het Koninkrijk Italië.

## Levensloop
Sacheli was een van de vier zonen van Vincenzo Sacheli en Calogera Rialdi in Canicattì op Sicilië. Na de dood van zijn vader (1903) werd Sacheli opgevoed door een oom aan moederszijde in Caltanissetta. Deze stuurde hem naar de Universiteit van Palermo, waar Sacheli afstudeerde in de wijsbegeerte en letteren (1913). 
Vanaf 1914 was hij leraar in de Siciliaanse stad Girgenti, dat later Agrigento werd genoemd. Van krijgsdienst in de Eerste Wereldoorlog werd Sacheli vrijgesteld want zijn ogen leden aan zware myopie. In deze periode trad hij toe tot de vrijmetselaarsloge Felice Cavallotti in Agrigento.
Na zijn verblijf in Agrigento gaf hij les wiskunde en fysica in scholen in Caltanissetta, Brixen in Zuid-Tirol, alsook in Genua. In Brixen leerde hij zijn toekomstige echtgenote Emma Gatti kennen, een collega-lerares wiskunde en fysica.
In 1934 werd Sacheli privaatdocent pedagogiek aan de universiteit van Genua. In zijn onderzoekswerk hechtte hij belang aan de toepassing van filosofische leerstellingen naar de opvoedkunde. Zo ging zijn aandacht naar de werken van Jean-Jacques Rousseau, Immanuel Kant, Thomas van Aquino en Augustinus van Hippo. In 1939 kende de Accademia dei Lincei hem een prijs toe voor zijn oeuvre. 
In 1940 keerde hij naar Sicilië terug, waar hij hoogleraar pedagogiek werd aan de universiteit van Messina. Tijdens de bombardementen op Messina in de Tweede Wereldoorlog verbleef het gezin in Taormina. Na de oorlog overleed hij in Taormina (1946). Hij werd begraven in zijn geboortedorp Canicatti.